# Wimbledon Championships 1993
Die 107. Wimbledon Championships fanden vom 21. Juni bis zum 4. Juli 1993 in London, Großbritannien statt. Ausrichter war der All England Lawn Tennis and Croquet Club.

## Herreneinzel

### Setzliste
| Nr. | Spieler          | Erreichte Runde |
| --- | ---------------- | --------------- |
| 01. | Pete Sampras     | Sieg            |
| 02. | Stefan Edberg    | Halbfinale      |
| 03. | Jim Courier      | Finale          |
| 04. | Boris Becker     | Halbfinale      |
| 05. | Goran Ivanišević | 3. Runde        |
| 06. | Michael Stich    | Viertelfinale   |
| 07. | Ivan Lendl       | 2. Runde        |
| 08. | Andre Agassi     | Viertelfinale   |

| Nr. | Spieler            | Erreichte Runde |
| --- | ------------------ | --------------- |
| 09. | Richard Krajicek   | Achtelfinale    |
| 10. | Andrij Medwedjew   | 2. Runde        |
| 11. | Petr Korda         | Achtelfinale    |
| 12. | Michael Chang      | 3. Runde        |
| 13. | Wayne Ferreira     | Achtelfinale    |
| 14. | MaliVai Washington | 2. Runde        |
| 15. | Karel Nováček      | 1. Runde        |
| 16. | Thomas Muster      | 1. Runde        |

## Dameneinzel

### Setzliste
| Nr. | Spielerin               | Erreichte Runde |
| --- | ----------------------- | --------------- |
| 01. | Steffi Graf             | Sieg            |
| 02. | Martina Navratilova     | Halbfinale      |
| 03. | Arantxa Sánchez Vicario | Achtelfinale    |
| 04. | Gabriela Sabatini       | Viertelfinale   |
| 05. | Mary Joe Fernández      | 3. Runde        |
| 06. | Conchita Martínez       | Halbfinale      |
| 07. | Jennifer Capriati       | Viertelfinale   |
| 08. | Jana Novotná            | Finale          |

| Nr. | Spielerin                 | Erreichte Runde |
| --- | ------------------------- | --------------- |
| 09. | Anke Huber                | Achtelfinale    |
| 10. | Magdalena Maleewa         | 3. Runde        |
| 11. | Manuela Maleeva-Fragnière | 2. Runde        |
| 12. | Katerina Maleewa          | 1. Runde        |
| 13. | Mary Pierce               | Rückzug         |
| 14. | Amanda Coetzer            | 2. Runde        |
| 15. | Helena Suková             | Viertelfinale   |
| 16. | Nathalie Tauziat          | Achtelfinale    |

## Herrendoppel

### Setzliste
| Nr. | Paarung                         | Erreichte Runde |
| --- | ------------------------------- | --------------- |
| 01. | Todd Woodbridge Mark Woodforde  | Sieg            |
| 02. | John Fitzgerald Anders Järryd   | 2. Runde        |
| 03. | Patrick McEnroe Jonathan Stark  | Viertelfinale   |
| 04. | Mark Kratzmann Wally Masur      | 2. Runde        |
| 05. | Grant Connell Patrick Galbraith | Finale          |
| 06. | Danie Visser Laurie Warder      | Achtelfinale    |
| 07. | Jacco Eltingh Mark Koevermans   | 1. Runde        |
| 08. | Steve DeVries David Macpherson  | 1. Runde        |

| Nr. | Paarung                       | Erreichte Runde |
| --- | ----------------------------- | --------------- |
| 09. | Luke Jensen Murphy Jensen     | 2. Runde        |
| 10. | Wayne Ferreira Michael Stich  | Achtelfinale    |
| 11. | Sergio Casal Jakob Hlasek     | 1. Runde        |
| 12. | Ken Flach Rick Leach          | 2. Runde        |
| 13. | Shelby Cannon Scott Melville  | 2. Runde        |
| 14. | David Adams Andrei Olchowski  | 2. Runde        |
| 15. | Richey Reneberg David Wheaton | 2. Runde        |
| 16. | Glenn Michibata David Pate    | 2. Runde        |

## Damendoppel

### Setzliste
| Nr. | Paarung                                  | Erreichte Runde |
| --- | ---------------------------------------- | --------------- |
| 01. | Gigi Fernández Natallja Swerawa          | Sieg            |
| 02. | Jana Novotná Larisa Neiland              | Finale          |
| 03. | Arantxa Sánchez Vicario Helena Suková    | Viertelfinale   |
| 04. | Lori McNeil Rennae Stubbs                | Viertelfinale   |
| 05. | Mary Joe Fernández Zina Garrison-Jackson | Halbfinale      |
| 06. | Pam Shriver Elizabeth Smylie             | Halbfinale      |
| 07. | Jill Hetherington Kathy Rinaldi          | Viertelfinale   |
| 08. | Katrina Adams Manon Bollegraf            | 1. Runde        |

| Nr. | Paarung                                     | Erreichte Runde |
| --- | ------------------------------------------- | --------------- |
| 09. | Amanda Coetzer Inés Gorrochategui           | 1. Runde        |
| 10. | Magdalena Maleewa Manuela Maleeva-Fragnière | Achtelfinale    |
| 11. | Patty Fendick Meredith McGrath              | 2. Runde        |
| 12. | Jewgenija Manjukowa Leila Mes’chi           | 2. Runde        |
| 13. | Debbie Graham Brenda Schultz                | 1. Runde        |
| 14. | Isabelle Demongeot Elna Reinach             | 1. Runde        |
| 15. | Sandy Collins Robin White                   | 2. Runde        |
| 16. | Florencia Labat Radka Zrubáková             | 1. Runde        |

## Mixed

### Setzliste
| Nr. | Paarung                                 | Erreichte Runde |
| --- | --------------------------------------- | --------------- |
| 01. | Arantxa Sánchez-Vicario Todd Woodbridge | Halbfinale      |
| 02. | Natallja Swerawa Mark Kratzmann         | Halbfinale      |
| 03. | Martina Navratilova Mark Woodforde      | Sieg            |
| 04. | Gigi Fernández Danie Visser             | Rückzug         |
| 05. | Zina Garrison-Jackson Rick Leach        | Achtelfinale    |
| 06. | Larisa Neiland Cyril Suk                | Achtelfinale    |
| 07. | Kathy Rinaldi Patrick Galbraith         | Viertelfinale   |
| 08. | Elizabeth Smylie John Fitzgerald        | Achtelfinale    |

| Nr. | Paarung                           | Erreichte Runde |
| --- | --------------------------------- | --------------- |
| 09. | Patty Fendick Steve DeVries       | 1. Runde        |
| 10. | Jill Hetherington Glenn Michibata | Achtelfinale    |
| 11. | Robin White Grant Connell         | Viertelfinale   |
| 12. | Manon Bollegraf Tom Nijssen       | Finale          |
| 13. | Helena Suková Greg Van Emburgh    | 1. Runde        |
| 14. | Meredith McGrath Luke Jensen      | Achtelfinale    |
| 15. | Brenda Schultz Murphy Jensen      | 1. Runde        |
| 16. | Amanda Coetzer Stefan Kruger      | Achtelfinale    |